# Кочетков, Степан Михайлович
Степан Михайлович Кочетко́в  (14 августа 1923, Васильевка, Башкирская АССР — 30 сентября 1984, там же) — командир пулемётного расчёта 10-го гвардейского стрелкового полка (6-я гвардейская стрелковая дивизия, 13-я армия, Центральный фронт), лейтенант, Герой Советского Союза.

## Биография
Родился 14 августа 1923 года в селе Васильевка (ныне — Мелеузовского района Башкирии).
Русский. Образование начальное — 4 класса школы. В 1940 году окончил курсы трактористов, работал механизатором. Член КПСС с 1944 года. До призыва в армию работал трактористом в колхозе.
Призван в Красную Армию Мелеузовским райвоенкоматом Башкирской АССР 12 марта 1942 года. На фронте с июля 1942 года.
Командир пулемётного расчёта 10-го гвардейского стрелкового полка (6-я гвардейская стрелковая дивизия, 13-я армия, Центральный фронт) гвардии младший сержант С. М. Кочетков 29 сентября 1943 года отличился в боях за село Парищево (Чернобыльский район Киевской области).
В 1946 году окончил Могилёвское пехотное училище. С апреля 1947 в запасе в звании лейтенанта.
Жил в селе Васильевка Мелеузовского района. Работал в колхозе «Прибельский».
Скончался 30 сентября 1984 года. Похоронен в селе Васильевка Мелеузовского района.

## Подвиг
«Командир пулемётного расчёта 10-го гвардейского стрелкового полка (6-я гвардейская стрелковая дивизия, 13-я армия, Центральный фронт) гвардии младший сержант Степан Кочетков 29 сентября 1943 года в бою у села Парищево Чернобыльского района Киевской области Украины был ранен, но продолжал вести пулемётный огонь по фашистской пехоте, наступавшей при поддержке восьми танков и нескольких самоходных орудий. Вместе с расчётом мужественный младший сержант уничтожил несколько десятков гитлеровцев и подавил три огневые точки врага, что дало возможность полку отразить контратаку крупных сил противника».
Указом Президиума Верховного Совета СССР от 16 октября 1943 года за образцовое выполнение заданий командования и проявленные мужество и героизм в боях с немецко-фашистскими захватчиками гвардии младшему сержанту Кочеткову Степану Михайловичу присвоено звание Героя Советского Союза с вручением ордена Ленина и медали «Золотая Звезда» (№ 1794).

## Награды
- Медаль «Золотая Звезда» Героя Советского Союза (16.10.1943)[3][4].
- Орден Ленина (16.10.1943).
- Орден Отечественной войны I степени.
- Медаль «За отвагу» (21.08.1943)[5].
- Медаль «За победу над Германией в Великой Отечественной войне 1941—1945 гг.».
- Медали.

## Память
7 мая 1990 года на родине Героя — в селе Васильевка — установлен бюст.